# El loco del zar
El loco del zar (en estonio: Keisri hull) es una novela de 1978 del escritor estonio Jaan Kross. Basada en hechos y personajes reales, es una novela histórica que trata sobre un noble de Livonia, Timotheus von Bock, que ha sido declarado loco y encerrado por el zar Alejandro I, a quien sirvió poco antes. El loco del zar es posiblemente una de las novelas estonias más conocidas del mundo.

## Argumento
La historia está escrita en forma de diario, describiendo el impacto del pensamiento revolucionario por parte de un miembro de la familia.
El aristócrata de Livonia Timotheus von Bock (cuñado del diarista) escribe una carta al zar Alejandro I en la que critica la forma en que la familia del zar dirige el país. Él justifica este acto por un juramento hecho al zar para dar una evaluación honesta de la situación.
Von Bock es encarcelado como traidor (aunque la razón de su encarcelamiento se mantiene en secreto, como lo es la carta) durante nueve años antes de ser puesto en libertad bajo arresto domiciliario.

## Personajes
- Timotheus "Timo" von Bock – coronel y aristócrata
- Eeva von Bock – esposa de Timo
- Jakob Mättik – hermano de Eeva y narrador de la novela